# Тобольська селищна адміністрація
Тобо́льська селищна адміністрація (каз. Тобыл кенттік әкімдігі, рос. Тобольская поселковая администрация) — адміністративна одиниця у складі району Беїмбета Майліна Костанайської області Казахстану. Адміністративний центр — селище Тобол.
Населення — 6612 осіб (2021; 7563 у 2009, 8776 у 1999, 11300 у 1989).
Станом на 1989 рік існували Тобольська селищна рада (смт Тобол) та Колосовська сільська рада (села Єкатериновка, Приозерне, Шоптиколь). Село Єкатериновка ліквідовано 2009 року, Колосовський сільський округ було перетворено в Приозерну сільську адміністрацію. 2019 року сільську адміністрацію приєднано до складу Тобольської селищної адміністрації.

## Склад
До складу адміністрації входять такі населені пункти:
| Населений пункт    | Старі назви | Населення, осіб (1989) | Населення, осіб (1999) | Населення, осіб (2009) | Населення, осіб (2021) |
| ------------------ | ----------- | ---------------------- | ---------------------- | ---------------------- | ---------------------- |
| Єкатериновка, село | -           | 280                    | 114                    | -                      | -                      |
| Приозерне, село    | -           | 1518                   | 928                    | 668                    | 426                    |
| Тобол, селище      | -           | 9454                   | 7734                   | 6895                   | 6186                   |
| Шоптиколь, село    | -           | 48                     | -                      | -                      | -                      |